# غرس الأيونات

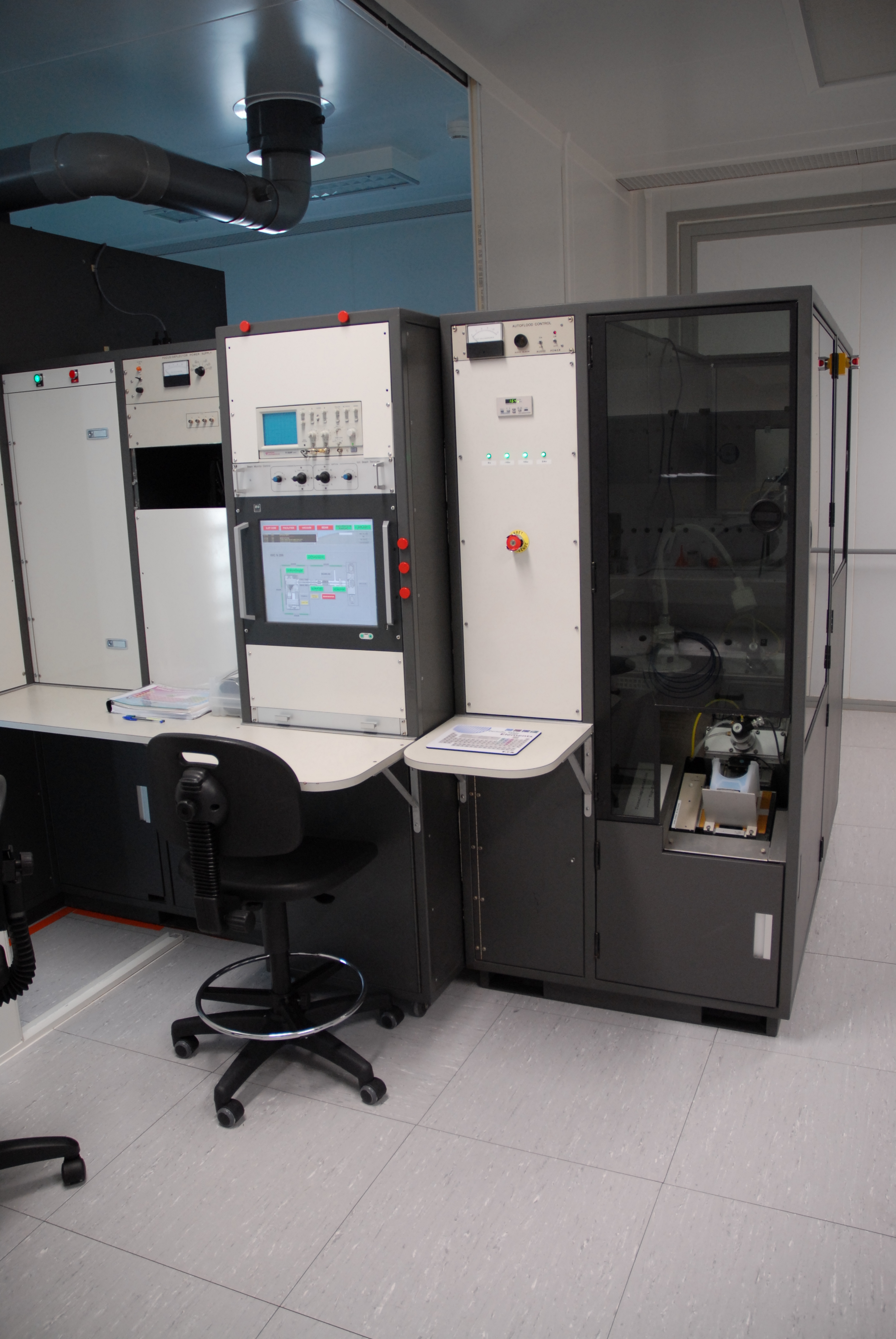
جهاز غرس الأيونات في مختبر في فرنسا.

غرس الأيونات (بالإنجليزية: Ion implantation)‏ هي تقنية مستخدمة في علم المواد من أجل تغيير الخصائص الفيزيائية والكيميائية والكهربائية للأجسام الصلبة. تستخدم هذه العملية في تصنيع نبائط أشباه الموصلات وفي تجهيز الفلزات، والعديد من التطبيقات الأخرى في علم المواد.
طور مبدأ غرس الأيونات كوسيلة من أجل إنتاج وصلات بي إن للأجهزة الكهرضوئية في أواخر سبعينات وأوائل ثمانينات القرن العشرين.

## المبدأ

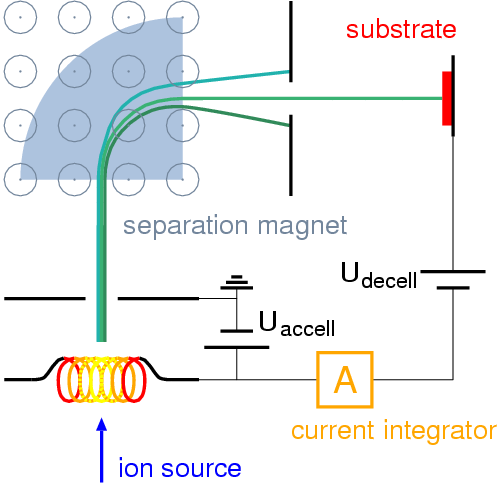
مخطط يظهر مبدأ غرس الأيونات

يعتمد مبدأ غرس الأيونات على عملية تسريع أيونات المادة المراد إضافتها وذلك في مجال كهربائي وصدمها على سطح الجسم الصلب. تقوم الأيونات الصادمة بنقل الطاقة والعزم إلى إلكترونات وأنوية المادة الهدف، مما يسهم في حدوث تغيير في التركيب البنيوي للمادة الصلبة، وذلك كنتيجة لحدوث سلسلة من التصادمات داخل المادة.
يتألف جهاز غرس الأيونات بشكل نمطي من مصدر للأيونات، حيث تنتج الأيونات المراد إضافتها، ومن مسرع جسيمات، الذي يقوم بتسريع الأيونات ضمن حقل كهربائي ساكن (إلكتروستاتيكي) إلى سرعات ذات طاقة مرتفعة، ومن الحجرة الهدف، حيث مكان اصطدام الأيونات بالجسم الصلب الهدف. غالباً ما يوصل السطح الهدف بجهاز من أجل كشف وتحديد الشحنات المتراكمة من الأيونات المغروسة، مما يمكن من قياس الجرعة المعطاة بشكل مستمر، بالتالي إيقاف العملية عند مقدار الجرعة المرغوب به.

## التطبيقات
تستخدم تقنية غرس الأيونات من أجل إشابة العناصر في صناعة أشباه الموصلات. فعلى هذا الأساس، تضاف أيونات لعناصر مثل البورون أو الفوسفور أو الزرنيخ من مصدر أيوني من مواد حاوية على العناصر الموافقة، والتي تكون ذات نقاوة عالية. بالتالي يمكن الحصول على أشباه موصلات إما من النمط الموجب p-type أو من النمط السالب n-type.